# Sredec
Sredec (búlgaro:Средец) é uma cidade da Bulgária, localizada no distrito de Burgas. A sua população era de 9,238 habitantes segundo o censo de 2010.

## População
| Sredec | Sredec | Sredec | Sredec | Sredec | Sredec | Sredec | Sredec | Sredec | Sredec | Sredec | Sredec | Sredec | Sredec | Sredec | Sredec | Sredec | Sredec | Sredec | Sredec |
| --- | ------ | ------ | ------ | ------ | ------ | ------ | ------ | ------ | ------ | ------ | ------ | ------ | ------ | ------ | ------ | ------ | ------ | ------ | ------ |
| Ano | 1887   | 1910   | 1934   | 1946   | 1956   | 1965   | 1975   | 1985   | 1992   | 2001   | 2002   | 2003   | 2004   | 2005   | 2006   | 2007   | 2008   | 2009   | 2010   |
| População |        |        |        | …      | …      | 9,168  | 9,863  | 10,647 | 10,464 | 9,641  | 9,548  | 9,618  | 9,539  | 9,540  | 9,532  | 9,422  | 9,316  | 9,253  | 9,238  |
| Fontes: Instituto Nacional de Estatísticas, „citypopulation.de“, „pop-stat.mashke.org“, Bulgarian Academy of Sciences |        |        |        |        |        |        |        |        |        |        |        |        |        |        |        |        |        |        |        |